# مکبث (فیلم ۱۹۸۲)
مکبث یک فیلم تلویزیونی مجارستانی به کارگردانی بلا تار است. در این فیلم جرج چرهالمی در نقش مکبث و ارشبت کوتوولیی در نقش لیدی مکبث بازی کرده‌اند. این فیلم تنها از دو برداشت تشکیل شده‌است: اولین برداشت (قبل از عنوان اصلی) پنج دقیقه طول می‌کشد، و دومین برداشت ۵۷ دقیقه طول می‌کشد. این فیلم به عنوان سرچشمهٔ فیلم‌سازی هنری بلا تار محسوب می‌شود. این فیلم در میان نمونه‌هایی از کار کارگردان به نمایش در موزه هنر مدرن به نمایش گذاشته شد. این فیلم در قسمت گذشته نگر در سی و سومین جشنوارهٔ فیلم مسکو منجر به کسب افتخار برای بلا تار شد.